# Plava zastava
Plava zastava za plaže i marine je međunarodni ekološki program zaštite okoliša mora i obalja, čiji je prvenstveni cilj održivo upravljanje i gospodarenje morem i obalnim pojasom. Plava zastava je danas u svijetu vrlo cijenjena turistička markica koja je sve brojnijim turistima glavni orijentir prilikom odabira destinacije. Plava zastava je danas najpriznatiji model ekološkog odgoja i obrazovanja i obavješćivanja javnosti, kada je u pitanju briga za more i obalni pojas, a posebno kada je u pitanju briga za obalne prostore koji trpe najjači pritisak, a to su upravo plaže i marine. Plaže i marine na stajaćim (slatkim) vodama također mogu biti nosioci međunarodne Plave zastave.
Intelektualni vlasnik Plave zastave i međunarodni voditelj ovog programa je Zaklada za odgoj i obrazovanje za okoliš – Foundation for Environmental Education - FEE (Scandiagade 13, DK-2450 Copenhagen, Denmark, coordination@blueflag.org), koju je utemeljilo Vijeće Europe 1981. godine. U program je u ovom trenutku uključeno 30-ak europskih i 10-ak vaneuropskih država kojima je turizam jedan od strateških ciljeva. Do sada je podignuto preko 3000 Plavih zastava, od toga preko 2500 na plažama i preko 600 u marinama. Plava zastava je priznanje koje se dodjeljuje samo za jednu sezonu, te se zahtjev svake godine mora dostaviti na propisani način ako se želi dobiti Plava zastava. Provedba programa Plave zastave počiva na strogo definiranim kriterijima. Iako se tijekom sezone provode nacionalne i međunarodne inspekcije, gosti i korisnici plaža/marina s Plavom zastavom potaknuti su da obavijeste FEE u slučaju da opaze kršenje zadanih kriterija.
Za provođenje programa Plava zastava u svakoj je državi zadužena jedna ekološka udruga, koja svojim ustrojstvom i programom rada ispunjava kriterije očlanstvu u FEE. 
Nacionalni koordinator i voditelj projekta Plava zastava u Republici Hrvatskoj je Udruga «Lijepa naša». Godine 2007. obilježit će se 20-a obljetnica Plave zastave, te 10-a obljetnica provedbe ovog programa u Hrvatskoj.